# Kiczory (wieś)

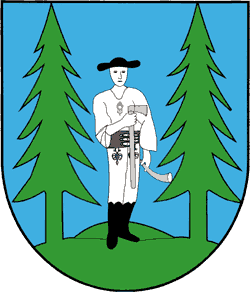
Nieoficjalny herb wsi Kiczory

Kiczory – wieś w Polsce, położona w województwie małopolskim, w powiecie nowotarskim, w gminie Lipnica Wielka.
Wieś leży u południowych podnóży masywu Babiej Góry, w dolinie potoku Kiczorka. Do kwietnia 1991 r. Kiczory były częścią Lipnicy Wielkiej. W latach 1975–1998 miejscowość administracyjnie należała do województwa nowosądeckiego.
We wsi zachowało się kilka reliktów drewnianego budownictwa ludowego: chałupy mieszkalne, zabudowania gospodarcze, stara kuźnia oraz dzwonniczka loretańska.
Urodził się tu ks. Władysław Pilarczyk (1931-2012) – regionalista, animator społeczno-kulturalny: prezes Towarzystwa Przyjaciół Orawy (1992–2002), i Małopolskiego Związku Regionalnych Towarzystw Kultury (2002–2010), ofiarodawca bogatego księgozbioru Gminnej Bibliotece Publicznej w Lipnicy Wielkiej (2004), a jego prywatna kolekcja medali, dzieł sztuki, historycznych dokumentów oraz pamiątek regionalnych stała się w 2005 podstawą zbiorów izby regionalnej w Szkole Podstawowej w Kiczorach.
We wsi jest używana gwara orawska, zaliczana przez polskich językoznawców jako gwara dialektu małopolskiego języka polskiego, przez słowackich zaś jako gwara przejściowa polsko-słowacka.